# گروسهارت
گروسهارت (به آلمانی: Großhart) یک منطقهٔ مسکونی در اتریش است که در هارتبرگ فورستنفلد واقع شده‌است. گروسهارت ۱۰٫۶۴ کیلومتر مربع مساحت دارد ۴۲۰ متر بالاتر از سطح دریا واقع شده‌است.